# Rupt (rzeka)
Rupt – rzeka we Francji o długości 14,9 kilometrów, dopływ Allaine. Źródło rzeki znajduje się w okolicach miejscowości Le Vernoy.
Przez cały swój bieg rzeka przepływa przez departament Doubs. Łączna powierzchnia dorzecza wynosi 45 km².

## Miasta, przez które przepływa rzeka
- Le Vernoy
- Aibre
- Semondans
- Issans
- Allondans
- Dung
- Bart

Rzeka wpada do Allaine w okolicach miejscowości Bart. Średni roczny przepływ wynosi 0,59 m³/s.